# 華家堡足球會
華家堡足球會（Workable Football Club）是香港一支已解散的足球隊，只出現了1年。球隊在2007–08年參加香港甲組聯賽，在10隊球隊中奪9名。
球隊季前望以以前東方足球隊輝煌時代為目標，並找來3名外援及2名國援，但香港足球總會突放寬外援限制，將外援由註冊7個最多出4個，改為註冊12個最多出7個，使這支新成立的球隊無所適從。球隊解散後，大部分骨幹成員都轉投至東方，包括教練團及球員。

## 歷史
華家堡足球會的宗主球會石硤尾體育會於乙組聯賽2006－07奪聯賽亞軍，取得升班資格。其後石硤尾體育會交由公民體育會主席貝鈞奇接手，在醞釀了一段時間於升班或是不升班之後，華家堡足球會宣佈借用石硤尾體育會在香港足球總會之會籍，參加甲組聯賽2007－08，球會主席為林鶴齡，領隊為陳曉明，主教練為李健和。
主席林鶴齡於上賽季為和富大埔監場並贊助了球會約三十萬。其後組軍工作由剛上任的領隊陳曉明及教練李健和負責。華家堡以當時剛被解散的香港08作為骨幹，及引進來自天津國援锺杰、杨旭等球員成軍，班費達400萬港元，以聯賽中上游及贏取一個盃賽為目標。由於華家堡吸納了大批香港08足球員，因此有人認為華家堡是香港08的延續。

### 外援風波
球會在季初引入三名巴西外援，分別為後防衛奕信、比圖及前鋒艾力辛度。其後因聯賽七戰仍未打開勝利之門，球會再引入試用期滿後不獲晨曦續約的巴西中鋒H法比奧、後防波比路以及中場法迪米。
然而在球隊成績持續低迷下，球隊先以踢法不合為由讓加盟後只曾上陣兩場的H法比奧離隊。及後領隊陳曉明更公開批評外援的表現，表示某些外援的表現及作用還及不上本地的年青球員，然後再與上陣11場沒有入球的前鋒艾力辛度及加盟後還未有上陣機會的中場法迪米解約，轉而重用本地年青球員。及後會方一度考慮向傑志外借於聖誕及新年假後未按時歸隊的外援亞古沙及盧沛迪，但最終因主席林鶴齡認為兩名球員不合用而取消，並表示餘下時間不再增援。然而，其後球會再透過東亞運集訓隊教練高能找來克羅地亞外援波里斯加盟「救亡」，但最終因失業球員條例的字眼問題，足總拒絕讓業餘球員波里斯註冊，使球會高層震怒繼而猛烈抨擊足總的辦事手法。

### 護級失敗
球隊在球季中後段，除了曾在聯賽杯擊敗班霸南華外，聯賽戰績亦有所提升。球會最終雖然護級失敗，但仍憑較佳的對賽成績，壓過同樣提早宣佈降班寶路華流浪，獲得聯賽第九名。聯賽結束後，華家堡會方一度對於會否接受足總挽留表現保持觀望態度。然而，在及後的足總杯首戰東方出局後，主席林鶴齡猛烈批擊球隊的表現，以及對是否會申請留級表現負面。最終，華家堡決定散班，而石硤尾體育會的會籍則借予了屯門普高。

### 延續球會精神
在華家堡宣佈解散後，教練團轉投東方。除了歐陽耀冲、阮健文、曾錦濤以及陳文輝，分別轉會至南華、天水圍飛馬以及傑志外，其他由李健和和陳曉明一手由香港08提攜到華家堡的香港年青球員均跟隨恩師，轉會至東方。
雖然華家堡解散，但東方足球隊繼續以少外援，重用香港年青球員的華家堡精神，希望為香港球員業帶來一番新景象。

## 球隊成員

### 教練團
- 領隊： 陳曉明
- 主教練： 李健和
- 守門員教練： 董浩然
- 體能教練： 王培林

### 曾效力球員
| 號碼   | 國籍   | 球員名字                         | 出生日期       | 加盟年份 | 前屬球會   |
| 守門員 | 守門員 | 守門員                           | 守門員         | 守門員   | 守門員     |
| ------ | ------ | -------------------------------- | -------------- | -------- | ---------- |
| 17     | 香港   | 葉鴻輝（Yapp Hung Fai）          | 1990年3月21日  | 2007年   | 香港09     |
| 22     | 中国   | 鍾（Zhong Jie）                  | 1985年9月18日  | 2007年   | 天津康师傅 |
| 24     | 香港   | 董浩然（Tung Ho Yin）            | 1980年6月24日  | 2007年   | 香雪晨曦   |
| 後衛   |        |                                  |                |          |            |
| 2      | 巴西   | 波比路（Diego Douglas Balbinot） | 1984年1月7日   | 2007年   |            |
| 3      | 巴西   | 比圖（Beto）                     | 1984年7月10日  | 2007年   |            |
| 4      | 巴西   | 衛奕信（Wilson da Cruz Santos）  | 1977年11月2日  | 2007年   |            |
| 12     | 香港   | 白榮澤（Pak Wing Chak）          | 1990年4月23日  | 2007年   | 香港09     |
| 13     | 香港   | 鍾健強（Chung Kin Keung）        | 1986年1月9日   | 2007年   | 和富大埔   |
| 14     | 香港   | 蘇偉泉（So Wai Chuen）           | 1988年3月26日  | 2007年   | 香港08     |
| 20     | 香港   | 簡子洋（Kan Tsz Yeung）          | 1986年2月24日  | 2007年   | 和富大埔   |
| 中場   |        |                                  |                |          |            |
| 6      | 香港   | 劉念溢（Lau Nim Yat）            | 1989年12月4日  | 2007年   | 香港08     |
| 7      | 香港   | 黃鎮宇（Wong Chun Yue）          | 1978年6月28日  | 2007年   | 南華       |
| 8      | 香港   | 阮健文（Yuen Kin Man）           | 1989年1月19日  | 2007年   | 香港08     |
| 10     | 香港   | 歐陽耀冲（Au Yeung Yiu Chung）   | 1989年7月11日  | 2007年   | 香港08     |
| 15     | 香港   | 陳文輝（Chan Man Fai）           | 1988年6月19日  | 2007年   | 香港08     |
| 11     | 香港   | 李健和（Lee Kin Wo）             | 1967年10月20日 | 2007年   | 香雪晨曦   |
| 16     | 香港   | 談樂軒（Tam Lok Hin）            | 1989年1月12日  | 2007年   | 香港09     |
| 19     | 中国   | 孙晓轩（Sun Xiaoxuan）           | 1980年5月10日  | 2007年   | 江苏舜天   |
| 23     | 中国   | 杨旭（Yang Xu）                  | 1981年1月18日  | 2007年   | 浙江绿城   |
| 前鋒   |        |                                  |                |          |            |
| 21     | 香港   | 曾錦濤（Tsang Kam To）           | 1989年6月21日  | 2007年   | 香港08     |
| 27     | 香港   | 林穎聰（Kelvin Lam Wing Chung）  | 1988年7月11日  | 2007年   |            |
| --     | 香港   | 曾至孝（Tsang Chi Hau）          | 1990年1月12日  | 2007年   | 香港09     |

#### 著名球員
- 李健和
- 黃鎮宇
- 歐陽耀冲

## 參看
- 2007–08年香港甲組足球聯賽
- 石硤尾體育會
- 屯門普高

## 外部連結
- 華家堡足球會官方網站
- GoalGoalGoal球迷大聯盟 華家堡球迷區
- 華家堡球迷部落 （页面存档备份，存于）